# Nicolae Butacu
Nicolae Butacu (Bucarest, 15 luglio 1974) è un ex nuotatore rumeno.
Ha fatto parte della Romania che ha partecipato ai Giochi di Atlanta 1996, gareggiando nei 200m sl, 100m dorso e 200m dorso.
Ha vinto 1 bronzo nei Campionati mondiali di nuoto in vasca corta del 1995 nella Staffetta 4x100m.
Nel 1995 ha vinto 1 argento ai Campionati europei nei 200m dorso e nei Campionati europei di nuoto in vasca corta del 1996 ha vinto 1 argento nei 100m sl e nei 200m dorso.